# Francesc Fuentes
Francesc Fuentes va ser un músic d'Espanya que visqué al segle XVIII. Va ser compositor conegut a través de tres manuscrits conservats a l'arxiu de l'abadia de Montserrat (Barcelona).
Així i tot, hi ha la possibilitat d'identificar-ho o relacionar-lo amb un "mossèn Francisco Antonio Fuentes, prevere, mestre de capella i racioner de la catedral d'Osma i natural de Tortosa", que va concórrer a 1757 a les oposicions a MC convocades pel Cabildo de la catedral de València i que van ser guanyades finalment per Pascual Fuentes.